# 呉市交通局2000形電車
呉市交通局2000形電車（くれしこうつうきょく2000がたでんしゃ）は、かつて日本・広島県呉市に存在した路面電車である呉市電に導入された電車。同市電最後の新造車両として1961年から営業運転を開始したワンマンカーで、廃止後は一部車両が宮城県仙台市の仙台市電へ譲渡された。

## 概要
第二次世界大戦後、復興期を経て高度経済成長期を迎えた日本ではモータリーゼーションの進展により道路の交通量が増加し、それまでの道路の交通の主力であった路面電車は利用客が減少の一途を辿っていた。広島県呉市に存在した呉市電も例外ではなく、著しい利用客の減少こそ起きなかったものの人件費を始めた費用の増加により赤字が年々増加していた。そこで、収益の改善のため呉市電を運営していた呉市交通局は、人員削減を目的としたワンマン運転の導入を提案し、1960年10月に市議会で可決された。これを受け、ワンマン運転に適した「ワンマンカー」としてナニワ工機（現：アルナ車両）へ発注が行われたのが2000形である。
車体は1959年に導入された1000形に類似した、バスの構造を基にした全金属製モノコック構造を有しており、乗降扉の配置（車体左側・中央）や前面形状なども同様であった。その一方でワンマン運転を実施する事からバックミラーをはじめとした設備が搭載された他、台車もゴムばねを用いた1000形から変更し、空気ばねを用いた台車を使う事で乗り心地の向上や防音効果が図られた。集電装置については、1000形以前の車両と同様にビューゲルが用いられた。塗装についてはワンマンカーである事を強調するため従来の車両から変更され、水色を基調に窓下（床下部分を除く）にオレンジ色を配置するデザインとなった。

## 運用
2000形の納入が実施されたのは、ワンマン運転に関する労働組合との協議が成立した同年、1961年4月であり、同月22日から営業運転に投入された。呉市電におけるワンマン運転は前方の扉から乗車し料金箱へ運賃を入れ、中央の扉から降りる「前乗り・後降り」の流れが採用され、当初は車掌が同乗してこれらの説明や案内が実施された。その後、既存の車両を改造した3000形も加わり、合計10両のワンマンカーが呉市電における主力車両となった。
だが、その後も乗客の減少や費用の増加による赤字の累積は続き、更に1966年のダイヤ改正以降営業用車両が一部の予備車を除いてワンマンカーのみとなった事で列車本数も減少し、乗客がさらに減少する結果を招いた。その結果、2000形登場から僅か6年後の1967年9月に市議会で呉市電の廃止が決議され、同年12月17日をもって呉市から路面電車は姿を消した。
廃止時まで使用された2000形のうち、2001は呉市内の入船山記念館に静態保存された一方、残りの2両（2002・2003）については宮城県仙台市に存在した仙台市電へと譲渡された。導入にあたっては集電装置がZパンタへ交換された他、ドア連動式インターロックの取り付けも行われた一方、車両番号については呉市電時代のものが維持された。仙台市電は1968年4月19日から営業運転を開始し、ワンマンカーとして合理化に貢献したが、こちらも利用客の減少や赤字の増加から1975年に廃止が決定し、翌1976年に営業運転を終了した。ただし2000形については車庫の整理の中で収容量が足りなくなる事から廃止前に運用から離脱し廃車・解体された。呉市に保存された2001についても豊栄交通公園に移設されたもののその後に解体されており、2020年時点で現存車両は存在しない。